# 皇道宣揚会
皇道宣揚会は日本統治時代の朝鮮で神棚普及運動を広げた神道団体である。

## 概要
1940年10月に日本人たちが主導して創立し、1943年に慶尚北道地域の富豪で日本軍に飛行機を献納して「愛国翁」として広く知られた朝鮮総督府中枢院参議文明琦（문명기）が会長に就任した.
団体の目的は戦時体制の中で皇道思想を普及することで、「神国日本が発展するには維新指導を徹底しなければならない点に照らして宣揚会を組職」したと明らかにした。発会式には南次郎総督が直接参加して皇道宣揚会の位相を見せてくれた。式が終わった後に飛行機2機で模擬爆弾投下を試演して見せたりもした。
皇道宣揚会の主要活動では日本軍慰問活動があった。1942年に中国北部と中部の日本軍を慰問して帰って来たのに続き、翌年には文明琦会長を含め皇道宣揚会幹部4名が朝鮮人参と印刷物を携帯して約1ヶ月間北中国前線慰問を行って来た。
文明琦はこの団体を中心に愛国機献納運動をしながら「1郡1台献納運動」という名前で国防献金納付を慫慂したし、神棚を家ごとに備えて朝夕拝礼をあげようという運動も展開した。

## 参考資料
- 친일인명사전편찬위원회 （2004年12月27日）. 《일제협력단체사전 - 국내 중앙편》. 서울: 민족문제연구소. ISBN 8995330724